# Astre béni du marin

Astre béni du marin est un cantique des gens de mer, surtout chanté dans le Pas-de-Calais[réf. nécessaire] (notamment à Boulogne-sur-Mer et à Étaples) et sur les côtes bretonnes (notamment au pays de Cancale, sous une forme légèrement différente commençant par "Vierge propice aux marins" et sans le dernier couplet) où le milieu maritime est une force vive de la société locale. Il participe des fêtes religieuses, dans les mariages au sein du milieu de la marine, mais aussi lors des cérémonies funèbres (pour les marins disparus en mer, ou morts). L'« Astre béni du marin » fait référence à la Vierge Marie à qui ce cantique est dédié. L'astre guide le marin lors de ses périples en mer alors que la Vierge conduit son âme.
Ce cantique est cité dans de nombreux ouvrages sur les gens de mer, comme Au pays du dragon
de Henri Bertreux (1922), La croix de Magellan de Lydia Burnet (1931), Avec les bagnards de la mer d'Yvon Lapalme (1945) ou encore Entre Terre et Mer d'Hervé Baslé (1997), et plus récemment, L'île aux chiens de Françoise Enguehard (2003)

## Paroles
Refrain

Astre béni du marin

Conduis ma barque au rivage;

Garde moi de tout naufrage,

Blanche étoile du matin.

Lorsque les flots en courroux

Viendront menacer ma tête,

Calme, calme la tempête, 

Rends pour moi le ciel plus doux.

Combien d'écueils dangereux

Sur cette mer inconnue!

Découvre-les à ma vue,

Phare toujours lumineux.

Mais si jamais, ô douleur!

Sombrait ma barque légère,

Que je puisse, à ta lumière,

Saisir un débris sauveur.

Fais briller un ciel d'azur,

Dissipe tous les nuages,

Et que, malgré les orages,

Mon cœur reste toujours pur.

Quand viendra mon dernier jour,

Éclaire, Étoile chérie,

Mon départ de cette vie

Pour un plus heureux séjour.